# Signe de Frank

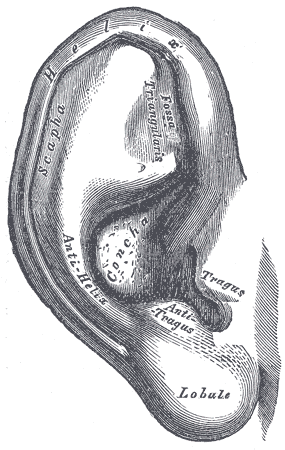
Anatomie d'une oreille normale, avec dénomination des différentes parties de l'oreille.

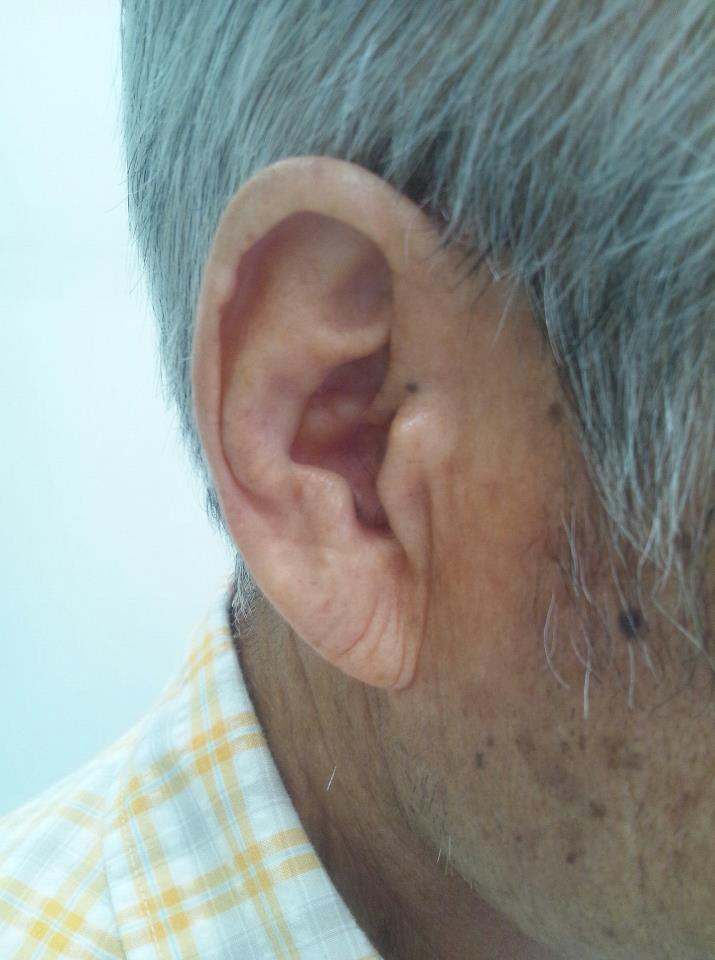
Ridules sur le lobe de l'oreille d'un patient japonais cardiaque

Le signe de Frank, ou signe de Lichtstein, est un signe cutané en forme de pli situé sur le lobe de l'oreille. Ce signe est associé aux maladies cardiovasculaires.

## Anatomie
Le signe de Frank est un pli sur l'oreille, une ride permanente, qui va du tragus à l’arrière du lobule, en diagonale. Ce pli s'étend « sur au moins un tiers de la distance » et peut être plus ou moins profond. Il est souvent bilatéral, au même endroit sur chaque oreille.
Ce signe est associé à un risque plus élevé d'apparition de maladies cardiovasculaires et à d'autres facteurs de problèmes touchant notamment l'artère carotide.
Ce signe est aussi lié à des effets morbides susceptibles d’apparaître en cas d'anesthésie générale ou de risques cérébrovasculaires,.
Il est prédictif d'un risque cardiovasculaire accru en cas de diabète de type 2 mais ne signe pas un risque accru de rétinopathie chez ces mêmes patients, bien que ces patients diabétiques présentent aussi un risque accru d'angiopathie.

## Histoire
Le lien entre le signe de Frank, ELC ou DELC pour « diagonal ear lobe crease », et les maladies cardiovasculaires est décrit pour la première fois en 1973, par S.T. Franck dans Aural sign of coronary-artery disease (1973) et dans Ear-crease sign of coronary disease (1977).
L'américain Blodgett G. découvre que « 75 % des cas de coronaropathie sont dotés d'un ELC, contre 35 % des témoins (appariement selon l'âge et le sexe). » Il le relate en 1983 dans sa thèse universitaire The presence of a diagonal ear-lobe crease as an indicator of coronary artery disease.
Depuis, de nombreuses études sont effectuées et présentent en général l'ELC comme marqueur de la coronaropathie.

## Prévalence
La prévalence du signe de Frank augmente avec l'âge. Ce signe est plus fréquent chez l'homme que chez la femme.

## Cause, origine
La plupart des études constatent une relation, mais n'établissent pas de chaîne de cause à effet, ou ne proposent pas de cause à ce pli.
Ce pli serait dû à une ischémie chronique locale, avec dégénérescence des fibres élastiques et sclérose vasculaire. Selon Griffing (2014), chez les personnes jeunes ou relativement jeunes, ce signe indiquerait un vieillissement prématuré de la peau, avec perte de derme et de fibres élastiques vasculaires. Le lobe de l'oreille pourrait y être plus sensible car il se situe en fin de réseau artériel, dans une des zones du corps où la température cutanée est naturellement parmi les plus basses.

## Association à un risque accru de maladies coronariennes et d’athérosclérose
Selon des études statistiques, la présence de ce pli semble être prédictif de maladies coronariennes et d’athérosclérose,, chez un sujet de plus de 50 ans et de moins de 70 ans. L'association est hautement significative ; « La sensibilité du signe de Frank atteint 75 %, sa spécificité 57,5 % et sa valeur de prédiction positive est de 80,3 %. Cependant la valeur la prévision dépend aussi du sexe de l'individu : elle est beaucoup plus faible chez les femmes (50 %) que chez les hommes (84,7 %) ».
Une étude publiée par Cumberland & al. en 1987 a recherché l'existence d'une éventuelle relation entre la présence d'un signe de Franck et le mauvais état des coronaires à partir des observations faites sur 800 autopsies médicolégales faites sur le corps de personnes décédées pour des raisons variées ; elle a conclu à des résultats similaires (corrélation dans plus de 75 % des cas). Les auteurs de cette étude concluent que le signe de Frank peut et doit être utilisé en conséquence. Cette même année 1987, Lesbre a également estimé que son absence ne permet en aucune façon d'exclure le diagnostic de la maladie coronarienne, mais que sa présence est un signe fort : elle correspond dans les trois quarts des cas à une maladie coronarienne établie.
En 2012, Shmilovich et ses collègues ont aussi montré que plus le pli est marqué, plus il est associé à un risque accru de problème plus grave et plus étendu.
En 35 ans, quelques études minoritaires n'ont pas réussi à identifier un lien avec l'athérosclérose, et quelques auteurs ont relativisé l’importance de ce signe d’alerte, car sa prévalence augmente naturellement avec l’âge, mais il semble aujourd'hui y avoir consensus concernant la pertinence de ce signe qui est associé à un risque accru, indépendamment d'autres facteurs de risques (âge, histoire de tabagisme, diabètes et hypertension).

## Précautions
Avant toute opération chirurgicale nécessitant une anesthésie générale, les patients porteurs de ce signe devraient faire l'objet d'un bilan médical approfondi.